# Fagre nye verden
Fagre nye verden (originaltitel: Brave New World, 1932) er en roman af Aldous Huxley.
Handlingen foregår i London i år 2540. Romanen er en dystopi og baserer sig på tendenser Huxley så ved industrialiseringen af samfundet, og i særdeleshed hos den amerikanske ungdom under et besøg i USA.
I romanen er jorden blevet til et verdenssamfund, ledet af 10 verdenspræsidenter.
Alle børn udklækkes i reagensglas på fødselsanstalter og rangeres efter arveanlæg, intelligens og fysik i fem kaster, navngivet fra det græske alfabet - fra alfaer (højeste og mest intelligente) til epsiloner (laveste intelligens og fysik). Forældre i nutidig forstand findes ikke, og ord som "moder" og "fader" betragtes som stærkt upassende og vulgære.
Efter at være kommet ud af flasken opfostres børn af plejepersonale og indoktrineres via hypnopædiske læresætninger (indoktrinering under søvn) og pavlovske metoder til at hade alt, hvad der er naturligt, og elske alt, der er kunstigt fremstillet. Dybere følelser, såsom kærlighed, sorg og forelskelse, forsøges undertrykt til fordel for flygtige glæder i form af erotik, spil, følefilm og det opiumslignende stof soma. Promiskuitet opmuntres fra en tidlig alder, og længerevarende forhold anses for stærkt upassende, ligesom isolation, individualitet og kritisk tænkning.
Det afsløres senere, at disse forhold tjener til at sikre verdenssamfundets stabilitet.

## Bogens hovedpersoner og plot
Bernard Marx - et alfaplus individ, der - grundet sin lave højde (rygtet vil vide at han ved en fejl har fået væksthæmmende alkohol i reagensglasset, hvad der normalt forbeholdes lavere kaster) - føler sig udenfor og ude af stand til at få de sexpartnere, han ønsker sig. Han har af samme grund udviklet mere individualitet end normalt, hvilket anses for stærkt upassende af hans overordnede på fødselsfabrikken.
Helmholtz Watson - Bernards nærmeste ven, der - modsat Bernard - ikke har problemer med selvtilliden og sexlivet, men alligevel føler sig individualistisk i kraft af sin intelligens og arbejde med at undervise i at skrive poesi og manuskripter til følefilm. Det aner ham, at der må findes dybere emner at skrive om end umiddelbar behovsstillelse.
Lenina Crowne – en attraktiv betasygeplejerske ansat ved fødselsfabrikken. Hun indvilliger i at tage med Bernard på en oplevelsesferie til et reservat, hvor indianere lever i primitive stammesamfund.
Johannes (hr. vild) -  Bernards chef har - mange år tidligere - efterladt Johannes' moder, Linda, gravid i reservatet under en storm. Hun er derfor tvunget til at blive moder og leve et primitivt liv i reservatet med ham. Johannes føler sig holdt udenfor af indianerstammen, og efter at Linda har lært ham at læse, bliver hans kæreste eje en bog med Shakespeares samlede værker, som han har memoreret og citerer flittigt.
Under besøget i reservatet mødes Lenina og Bernard med Linda og Johannes, og Bernard indhenter tilladelse fra verdenspræsidenten til at bringe dem tilbage til civilisationen - for Lindas vedkommende mest for at udskamme Bernards overordnede.
Johannes er fra begyndelsen betaget af Lenina og det moderne samfunds tekniske vidundere og citerer derfor Miranda i Shakespeares stykke Stormen (akt 5, scene 1)
"Se, hvilket under!
Hvor mange vakre skabninger!
Hvor skønt er mennesket!
Åh fagre nye verden,
hvori disse lever!
Johannes og Lindas gensyn med Bernards overordnede vækker skandale og sensation. Han bliver Bernards adgangsbillet til det gode selskab, men har svært ved at forlige sig med samfundets overfladiskhed.
Han forsøger at erklære sin forelskelse til Lenina, men da hun omgående ønsker et seksuelt forhold, skuffes han over ikke at skulle arbejde eller lide for at vinde hendes kærlighed. Han jager hende væk og kalder hende en liderlig skøge. 
Da hans mor Linda efterfølgende dør, harmes han, da ingen forstår hans sorg, og børn uhindret får lov til at udtrykke væmmelse og nysgerrighed ved hans mors lig.
I protest skaber han en scene sammen med Helmholtz ved at ødelægge epsilonarbejderes somarationer, hvilket afstedkommer tumulter.
Mustapha Mond (verdenspræsident) - Grundet tumulterne bringes Bernard, Helmholz og Johannes til verdenspræsidenten. Han afslører, at samfundet er designet med det ene formål at sikre fred, forbrug og stabilitet, og at dybe følelser -  som de der beskrives af Shakespeare - af samme grund må undertrykkes. Han medgiver, at "ægte" følelser på mange måder er bedre og mere sande, men at soma og følefilm er næsten lige så gode substitutter for folk, der aldrig har prøvet andet.
Han forklarer også  kasteopdelingen i samfundet med henvisning til det "cypriotiske eksperiment", hvori en gruppe, bestående udelukkende af alfaindivider blev sat til at prøve at styre øen Cypern, hvorefter samfundet hurtigt ødelagde sig selv, idet alle intrigerede for at opnå gode, prestigefyldte positioner og undgå slidsomt, utaknemmeligt arbejde.
Bernard og Helmholtz forflyttes til fjerntliggende udposter, hvor mange andre selvstændige og kritisk tænkende individer befinder sig.
Mustapha vælger dog at fortsætte det sociale eksperiment med Johannes, som insisterer på "retten til at føle sig elendig".
Johannes isolerer sig i et gammelt fyrtårn, hvor han afstraffer sig selv med piskeslag for at glemme Lenina, men da en følefilmsfotograf filmer ham under dette, strømmer folk til for at se ham i virkeligheden.
Da Lenina dukker op, udvikler Johannes selvafstraffelse sig til et kollektivt orgie af somaindtagelse og pisk. Da han vågner, opdager han, at han er blevet reduceret til overfladisk underholdning for folk, der længes efter at føle noget autentisk, og han hænger sig.
- Det 20. århundredes 100 bøger ifølge Le Monde

| Bog | Spire Denne artikel om bøger og tidsskrifter er en spire som bør udbygges. Du er velkommen til at hjælpe Wikipedia ved at udvide den. |